# 도당도서관
도당도서관은 경기도 부천시 원미구에 있는 도서관이다.

## 연혁
- 2017년 2월 7일 도당도서관 개관.

## 시설 현황
- 4층: 자료실, 보존서고, 문화강좌실

## 이용 안내
이용 시간
- 자료실: 평일 및 토요일 10:00~19:00

휴관일
- 매주 월요일, 일요일
- 법정공휴일